# Marcă Saar
Marca Saar a fost o monedă emisă la 16 iulie 1947 de către guvernul francez pentru a fi utilizată în protectoratul Saar. Aceasta s-a găsit la egalitate cu Marca Imperială germană (în germană: Reichsmark). Era concretizată prin șase valori nominale ale bancnotelor: 1, 2, 5, 10, 50 și 100 de mărci Saar. Scopul introducerii ei a fost de a pregăti o uniune economică a Saarlandului cu Franța. În plus, schimbarea a permis administrației franceze să obțină o imagine de ansamblu a sumei totale de capital disponibil în regiunea Saarland. De asemenea, ea a servit pentru a preveni transferurile de capital speculative între Saarland și restul Germaniei, în vederea introducerii francului.
Cu toate acestea, marca Saar a fost repede înlocuită după integrarea Saarlandului în zona monetară franceză. La 15 ianuarie 1948, marca Saar își pierdea statutul de mijloc legal de plată în profitul francului Saar. Francul Saar a fost moneda protectoratului Saar și, mai târziu, a Saarlandului din cadrul Republicii Federale Germania, între 20 noiembrie 1947 și 6 iulie 1959. Până la 30 iunie 1948, era posibilă schimbarea bancnotelor exprimate în mărci Saar, la bancă. 

## Galerie de fotografii cu bancnote din emisiunea 1947

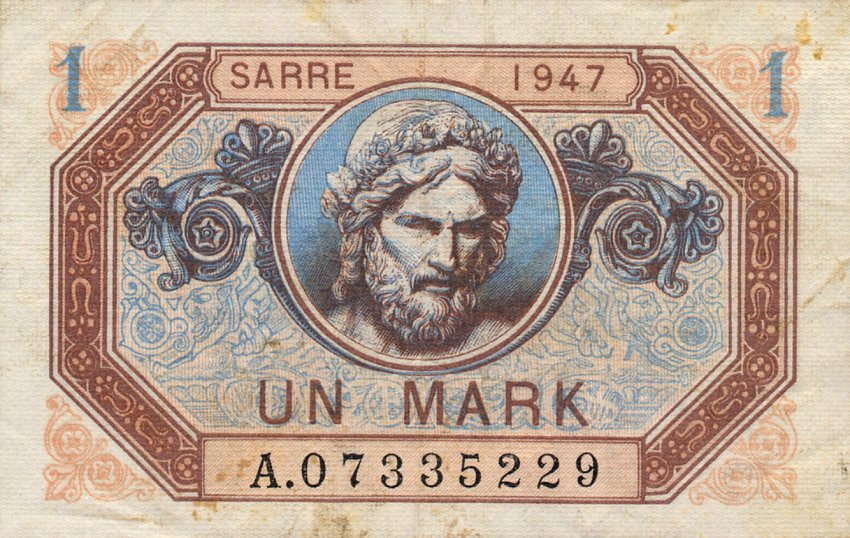
1 marcă Saar
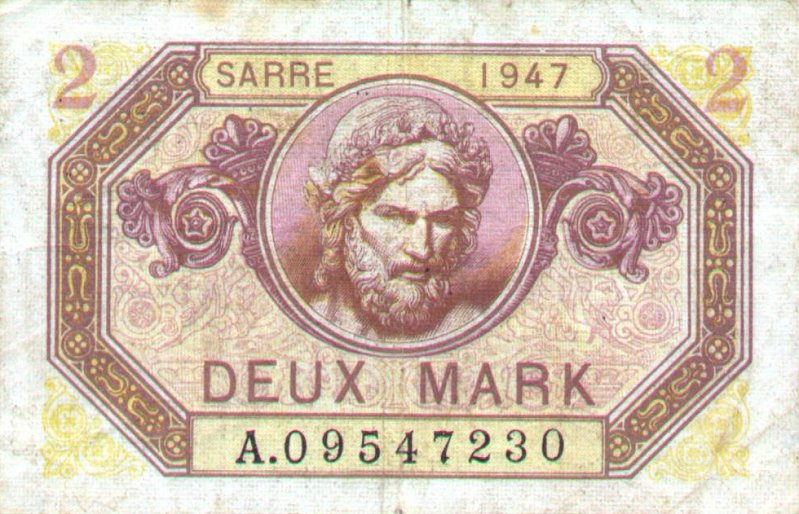
2 mărci Saar
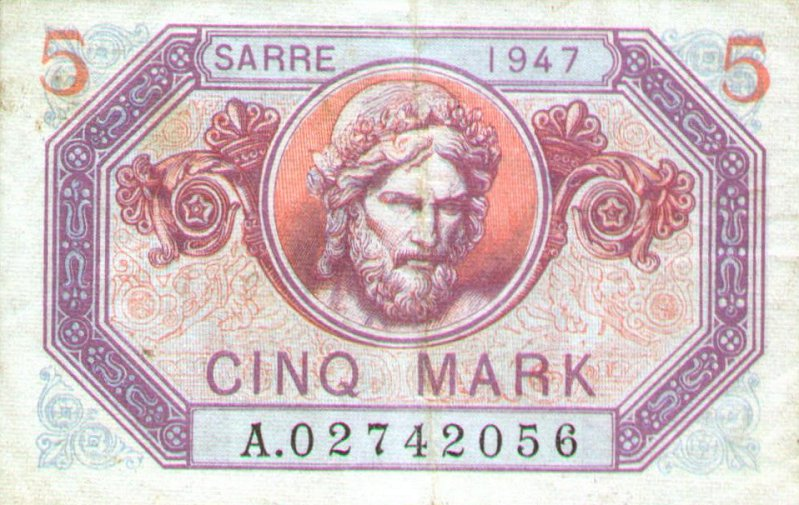
5 mărci Saar
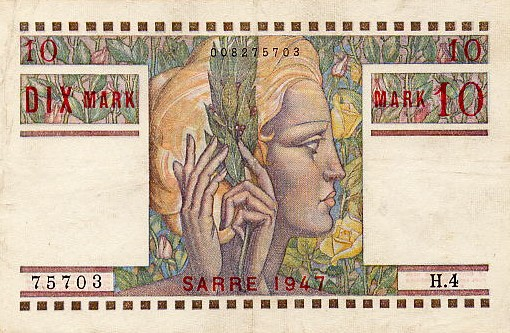
10 mărci Saar
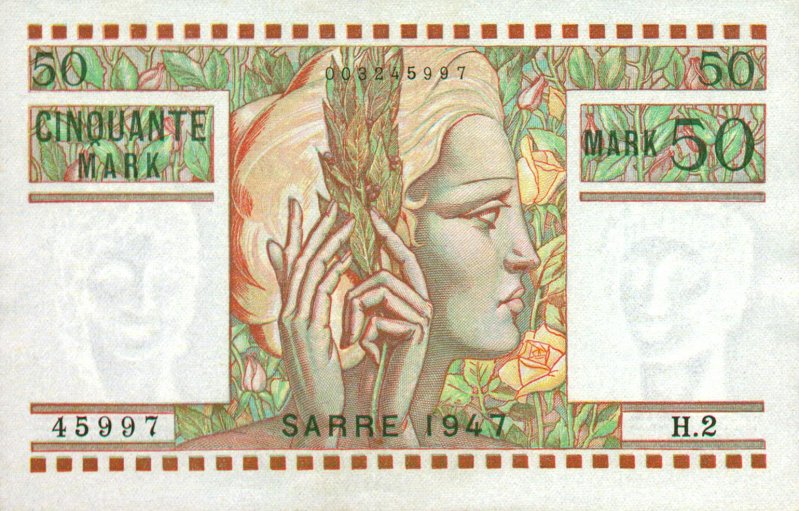
50 mărci Saar
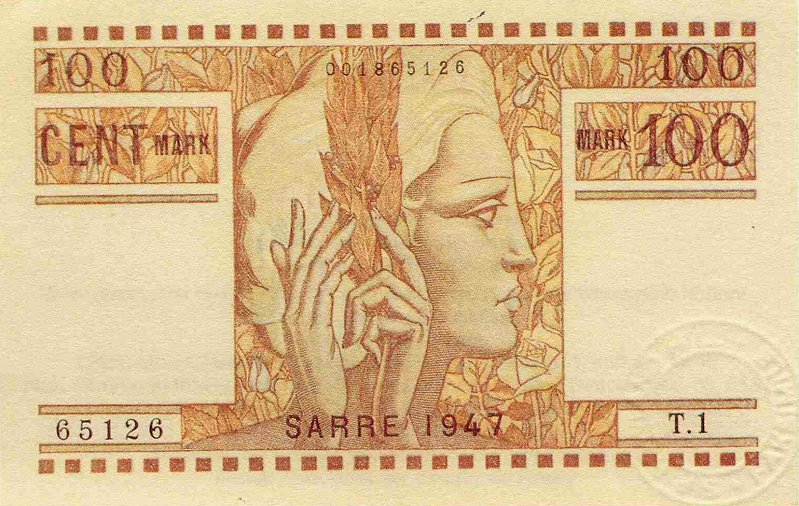
100 mărci Saar

## Legături externe
- Imagini ale mărcii Saar Arhivat în 9 decembrie 2006, la Wayback Machine.